# Kamerikse Wetering
De Kamerikse Wetering is een waterloop in de Nederlandse plaatsen Kamerik en Kanis. De waterloop mondt uit in de Oude Rijn.
De Kamerikse Wetering is gegraven als basis voor de ontginning van het gebied en wordt voor het eerst genoemd in een akte uit 1131
In 1480 werd begonnen met de bemaling van het land met molens. In 1871 is het Gemaal Kamerik Teylings in gebruik genomen. Dit gemaal is een rijksmonument. Sinds het begin van het kunstmatig bemalen is het land hierdoor ongeveer twee meter ingeklonken. 
Tot begin jaren zestig was er scheepvaart op de Kamerikse Wetering. 